# Rapgræs
Rapgræs (Poa) er en slægt i græs-familien (Poaceae), med omkr. 500 arter. Ordet poa er græsk og betyder "plæne". Bladene er smalle, foldede eller flade med en bådformet bladspids. Visse arter har skarpe bladrande. Bladskeden er flad eller i hvert fald fortykket, og hinden ved overgangen mellem bladskede og bladplade er ganske tynd.
| Beskrevne arter |

- fjeldrapgræs (Poa alpina)
- enårig rapgræs (Poa annua)
- løgrapgræs (Poa bulbosa)
- sudetisk rapgræs (Poa chaixii)
- blå tussock (Poa colensoi)
- fladstrået rapgræs (Poa compressa)
- blågrå rapgræs (Poa glauca)
- blågrøn rapgræs (Poa humilis)
- lundrapgræs (Poa nemoralis)
- stortoppet rapgræs (Poa palustris)
- engrapgræs (Poa pratensis)
- kæmperapgræs (Poa remota)
- lav rapgræs (Poa supina)
- almindelig rapgræs (Poa trivialis)

| Andre arter |

| - Poa acicularifolia - Poa acroleuca - Poa aequatoriensis - Poa aitchisonii - Poa alberti - Poa alopecurus - Poa alsodes - Poa anceps - Poa arachnifera - Poa arctica - Poa arida - Poa atropurpurea - Poa attenuata - Poa bactriana - Poa badensis - Poa binata - Poa bonariensis - Poa brachyanthera - Poa buchananii - Poa bucharia - Poa candamoana - Poa cenisia - Poa cita - Poa clelandii - Poa confinis - Poa crassicaulis - Poa cusickii - Poa diaphora - Poa dusenii - Poa eminens - Poa ensiformis - Poa fendleriana - Poa flabellata - Poa fuegiana - Poa gerardi - Poa gilgiana - Poa glaucifolia - Poa horridula - Poa hybrida - Poa iberica | - Poa imbecilla - Poa infirma - Poa interior - Poa iridifolia - Poa kelloggii - Poa keysseri - Poa kirkii - Poa labillardierei - Poa laevis - Poa languida - Poa lanigera - Poa lanuginosa - Poa laxa - Poa leptoclada - Poa ligularis - Poa ligulata - Poa limosa - Poa lindsayi - Poa lipskyi - Poa litorosa - Poa longifolia - Poa macrantha - Poa mairei - Poa maniototo - Poa mannii - Poa matthewsii - Poa mollis - Poa mulalensis - Poa napensis - Poa nervosa - Poa nipponica - Poa paludigena - Poa pannonica - Poa pelasgis - Poa poecila - Poa poiformis - Poa pseudobulbosa - Poa psilolepis - Poa pumila - Poa resinulosa | - Poa riphaea - Poa rodwayi - Poa rupicola - Poa sallacustris - Poa sandvicensis - Poa scaberula - Poa secunda - Poa sibirica - Poa sieberiana - Poa sinaica - Poa siphonoglossa - Poa stenantha - Poa sterilis - Poa stiriaca - Poa subfastigiata - Poa sylvestris - Poa tatarica - Poa tibetica - Poa urssulensis - Poa ussuriensis - Poa versicolor - Poa viridiflora - Poa wheeleri |

Inden for det engelsktalende område bærer denne slægt forskellige navne: meadow-grass (i England og Asien), bluegrass (USA og Canada), tussock (New Zealand om nogle indfødte arter, f.eks. Poa colensoi).

## Note
1. ↑  GRIN: Species of Poa (engelsk)